# Código ATC P03
O Código ATC P03 (Ectoparasitocidas, incluindo escabicidas, insecticidas e repelentes) é um subgrupo terapêutico da classificação ATC (Anatomical Therapeutic Chemical Classification System), um sistema de códigos alfanuméricos desenvolvido pela Organização Mundial da Saúde (OMS) para classificar medicamentos e outros produtos médicos. O subgrupo P03 faz parte do grupo anatômico P (antiparasitários, insecticidas e repelentes).

## P03A Ectoparasiticidas, incluindo escabicidas

### P03AA Produtos contendo enxofre
P03AA01 Dixantógeno
P03AA02 Polissulfeto de potássio
P03AA03 Mesulfeno
P03AA04 Disulfiram
P03AA05 Thiram
P03AA54 Disulfiram, associações

### P03AB Produtos contendocloro
P03AB01 Clofenotano
P03AB02 Lindano
P03AB51 Clofenotano, associações

### P03ACPiretrinas, incluindo compostos sintéticos
P03AC01 Piretro
P03AC02 Bioaletrina
P03AC03 Fenotrina
P03AC04 Permetrina
P03AC51 Piretro, associações
P03AC52 Bioaletrina, associações
P03AC53 Fenotrina, associações
P03AC54 Permetrina, associações

### P03AX Outros ectoparasiticidas, incluindo escabicidas
P03AX01 Benzoato de benzila
P03AX02 Oleinato de cobre
P03AX03 Malation
P03AX04 Quassia
P03AX05 Dimeticona
P03AX06 Álcool benzílico

## P03B Inseticidas e repelentes

### P03BA Piretrinas
P03BA01 Ciflutrina
P03BA02 Cipermetrina
P03BA03 Decametrina
P03BA04 Tetrametrina

### P03BX Outros inseticidas e repelentes
P03BX01 Dietiltoluamida
P03BX02 Dimetilftalato
P03BX03 Dibutilftalato
P03BX04 Dibutilsuccinato
P03BX05 Dimetilcarbato
P03BX06 Etoexadiol